# Josep Maria Esquirol
Josep Maria Esquirol Calaf (Mediona, 1963) è un filosofo e saggista spagnolo.
Insegna presso la facoltà di Filosofia dell'Università di Barcellona, ove dirige anche Aporía, gruppo di ricerca sulla filosofia contemporanea, l'etica e la politica il cui lavoro si esprime con un focus particolare relativo al rapporto tra filosofia e psichiatria.
È autore di molteplici testi riconosciuti che compongono, nel complesso, la sua proposta filosofica: degno di nota è, in particolare, La resistenza intima. Saggio su una filosofia della prossimità (2015), con il quale ha vinto il Premio Ciudad de Barcelona (2015) e il Premio Nacional de Ensayo (2016), assegnato dal Ministero spagnolo dell'Istruzione e della Cultura.

## Pensiero
La proposta filosofica elaborata da Josep Maria Esquirol assume la denominazione di «filosofia della prossimità»: essa si concretizza in un'antropologia filosofica dalle forti assonanze socratiche e francescane che si esprime in una riflessione ed un linguaggio legati in modo particolare alla dimensione esperienziale del quotidiano e in un intenso dialogo filosofico con alcuni autori contemporanei (in particolare Emmanuel Lévinas).
Come riportato dall'edizione italiana del testo La resistenza intima. Saggio su una filosofia della prossimità: «La prossimità [...] ci appartiene nel profondo e ha a che vedere con la semplicità e la concretezza del quotidiano contro le complicazioni e le astrazioni del mondo attuale; con il linguaggio degli affetti, che si fa canto e poesia e scaccia la paura del vuoto; con la cura reciproca del corpo e del cuore; con il ritorno a casa, la mensa condivisa, la protezione del riparo… Non si tratta di tornare a un mondo semplice e ingenuo o di rinchiudersi nell’intimismo dei legami: la resistenza intima ha occhi ben aperti e letture attente, vive nel mondo e ne conosce e sperimenta i dolori e le fragilità».
Le opere che compongono la proposta filosofica elaborata da Josep Maria Esquirol hanno ricevuto diversi riconoscimenti e sono tradotte in italiano, tedesco, inglese e portoghese.

## Pubblicazioni
- Raó i fonament, Barcelona, PPU, 1988.
- Responsabilitat i món de la vida. Estudi sobre la fenomenologia husserliana, Barcelona, Anthropos, 1992.
- D'Europa als homes, Barcelona, Cruïlla, 1994.
- Tres ensayos de filosofía política, Barcelona, EUB, 1996.
- La frivolidad política del final de la historia, Madrid, Caparrós, 1998.
- Què és el personalisme? Introducció a la lectura d’Emmanuel Mounier, Barcelona, Pòrtic, 2001.
- Uno mismo y los otros. De las experiencias existenciales a la interculturalidad, Barcelona, Herder, 2005.
- El respeto o la mirada atenta, Barcelona, Gedisa, 2006. Traducción portuguesa: Respeito ou o olhar atento. Uma ética para a era da ciencia e da tecnologia, Belo Horizonte, Autêntica Editora, 2008.
- El respirar de los días, Barcelona, Paidós, 2009. Traducción portuguesa: O respirar dos días. Uma refexão filosófica sobre a experiência do tempo, Belo Horizonte, Autêntica Editora, 2010.
- Los filósofos contemporáneos y la técnica. De Ortega a Sloterdijk, Barcelona, Gedisa, 2011.
- La resistencia íntima, Barcelona, Acantilado, 2015. / La resistència íntima, Barcelona, Quaderns Crema, 2015. Traducción italiana: La resistenza intima, Milano, Vita e Pensiero, 2018.
- La penúltima bondad: Ensayo sobre la vida humana, Barcelona, Acantilado, 2018. / La penúltima bondat: Assaig sobre la vida humana, Barcelona, Quaderns Crema, 2018. Traduzione italiana: La penultima bontà. Saggio sulla vita umana, Milano, Vita e Pensiero, 2019.

## Traduzioni in italiano
- La resistenza intima. Saggio su una filosofia della prossimità, Milano, Vita e Pensiero, 2018. ISBN 9788834334034
- La penúltima bontà. Saggio sulla vita umana, Milano, Vita e Pensiero, 2019. ISBN 978-8834337813
- Umano, più umano. Un’antropologia della ferita infinita, Milano, Vita e Pensiero, 2021. ISBN 9788834345221

## Traduzioni in altre lingue
- Respeito ou o olhar atento. Uma ética para a era da ciencia e da tecnologia, Belo Horizonte, Autêntica Editora, 2008. ISBN 978-8575263228
- O respirar dos días. Uma refexão filosófica sobre a experiência do tempo, Belo Horizonte, Autêntica Editora, 2010. ISBN 978-8575265093
- A Resistência Íntima. Essaio de uma filosofia da proximidade, Lisboa, Ediçoes 70, 2020. ISBN 9789724423333
- The Intimate Resistance. A Philosophy of proximity, Full d’Estampa, London, 2021. ISBN 978-1913744083
- Der intime Widerstand. Eine Philosophie der Nähe, Meiner Verlag, Hamburg, 2021. ISBN 9783787339679

## Premi e riconoscimenti
- 1993. Premio de Ensayo de la Fundació Joan Maragall por el libro D'Europa als homes.
- 2015. Premio Ciutat de Barcelona en la categoría de ensayo, ciencias sociales y humanidades, por la obra La resistencia íntima.
- 2016. Premio Nacional de Ensayo por la obra La resistencia íntima.